# A Few Good Men (álbum)
A Few Good Men es un álbum de estudio del cuarteto góspel estadounidense Gaither Vocal Band, publicado en 1990 por Star Song Records y producido por Bill Gaither, Darrell Harris y Lari Goss. Es la sexta producción del grupo y cuenta con las voces de los tenores Jim Murray y Michael English, el barítono Mark Lowry y Bill Gaither en la voz de bajo. El disco cuenta, además, con la colaboración del legendario grupo de Gospel sureño The Cathedrals.

## Canciones
1. There Is a Mountain (Boudreau, Hummon) 3:27
2. A Few Good Men (Jennings, Jennings) 3:02
3. Unbelievable Friend (Davis) 5:06
4. Things Over My Head (Are Under His Feet) 	(Cross, English) 2:25
5. Keep Believing (Pedigo) 3:24
6. I Believe, Help Thou My Unbelief (Gaither, Gaither) 1:41
7. Beyond the Open Door (Craig) 4:09
8. Stand Tall (Gaither, Hemby, Potts) 4:34
9. Sacrifice of Praise (Binion, Craig) 2:39
10. New Wine (?, Hendricks) 3:36
11. These Are They (Gaither, Gaither) 4:26

## Comentario
Esta producción supuso el primer gran paso del cuarteto en orden a la masificación de su propuesta musical, por lo mismo es el primer álbum en ostentar una canción en el Ranking de la revista Billboard (el tema A Few Good Men alcanzó el puesto 23 de la lista Top 40 CCM en 1990). 
Otros temas reconocibles del disco, tales como There is a Mountain o la sobresaliente Beyond the Open Door, marcaron el estilo de las sucesivas realizaciones del cuarteto imprimiéndoles una identidad que definiría sus posteriores propuestas.
- Datos: Q5654110